# USS Mount Whitney (LCC-20)
Pour les articles homonymes, voir Mount Whitney.
L’USS Mount Whitney (LCC/JCC 20) est un navire amphibie de commandement de classe Blue Ridge de la marine américaine et qui sert de navire amiral depuis février 2005 pour la sixième flotte basée en mer Méditerranée au port italien de Gaëte. Il est également le navire amiral du commandement interarmées basé à Lisbonne et de la NATO Response Force lors des opérations navales européennes. Il était auparavant affecté au commandement de la deuxième flotte.

## Historique
Ce navire, construit à Newport News en Virginie porte le nom du Mont Whitney, un sommet dans la chaîne de montagne de la Sierra Nevada en Californie ; c'est le plus haut sommet des États-Unis « contigus » (c'est-à-dire les 50 États hors Alaska et Hawaï), avec une altitude de 4 421 m.
Le Mount Whitney, est un navire de commandement avancé directement sur le théâtre opérationnel ; il est capable d'embarquer deux hélicoptères et des véhicules amphibies. Initialement, il a été conçu comme son sister-ship, l'USS Blue Ridge (LCC-19) pour le commandement de grandes invasions amphibies comme l'opération Overlord pendant la Seconde Guerre mondiale. Dans la mesure où les opérations de débarquement n'ont que rarement été utilisées, il a été reconverti en navire de commandement « C4I » (Command, Control, Communications, Computers and Intelligence — commandement, contrôle, communications, informatique et renseignement).

## Opérations
Le Mount Whitney peut transmettre et recevoir de grandes quantités de données sécurisées de et vers n'importe quel point sur terre à travers les hautes fréquences et la communication par satellite.
Il a été déployé en 1994 en Haïti lors de l'intervention américaine pour restaurer la démocratie.
En 2002, il prend la responsabilité de l'appui à l'opération Enduring Freedom. Il fournit la structure temporaire de commandement au Combined Joint Task Force.
En 2004, il reçoit du personnel civil et militaire du Military Sealift Command et est renommé l'année suivante en sous la dénomination (LCC/CCM 20).
En 2008, il est déployé en mer Noire dans le cadre de l'opération de livraison d'aide humanitaire aux personnes touchées par la guerre russo-géorgienne.
En mars 2011, il prend le commandement des forces navales de la force internationale d'intervention en Libye, chargée d'assurer le respect de la zone d'exclusion aérienne au-dessus de la Libye.

## Référence de traduction
- (en) Cet article est partiellement ou en totalité issu de l’article de Wikipédia en anglais intitulé « USS Mount Whitney (LCC-20) » (voir la liste des auteurs).